# 勝原文夫
勝原 文夫（かつはら ふみお、1923年（大正12年）9月20日 - 2017年（平成29年）4月24日）は、日本の風景学者、景観論者、農業経済学者、農学者、俳人。

## 生涯
東京府に生まれる。東京府立第六中学校（現・東京都立新宿高等学校）卒業後、1年の浪人を経て旧制東京府立高校に入学し、2年生のとき学徒出陣で輜重隊に入隊した。
復学後に府立高校を卒業して東京大学経済学部に進学し、農業経済学を専攻した。1948年の大学卒業後、創立時の国立国会図書館調査局に入り、39年間在職して1987年に退職した。同年、農村風景論に関する著述活動により、第8回国立公園協会田村賞を受賞した。
退職同年に創立した徳山女子短期大学教授に迎えられ、1991年より学長を務める。1997年退任後、自宅に日本農村風景研究所を開設した。
句作は1971年頃に開始し、1972年より句誌『春燈』に投稿を始める。1980年以来句集を3冊刊行した。2005年に『春燈』の自選欄である「燈下集」に入る。
日本の棚田百選選考委員も務めていた。

## 著書
句集
- 『ペン皿―勝原文夫句集』ふらんす堂、2008年9月 ISBN 978-4894029941

その他著書
- 『農の美学―日本風景論序説』論創社、1979年9月 全国書誌番号:80004738、NCID BN00292568。
- 『農村景観について』 国土庁地方振興局農村整備課、1980年3月 全国書誌番号:86021430。
- 『村の美学―原風景と修景の座標』論創社、1986年8月 全国書誌番号:88003009、NCID BN00936219。
- 『環境の美学―ムラの風景とアメニティ』論創社、1999年9月 ISBN 4846000753

訳書
- カントリーサイド・コミッション（著）農村開発企画委員会（編）『イギリスの農業景観―保全と創造』論創社、1984年4月 全国書誌番号:85012033、NCID BN01420845。